# Drosanthemum boerhavii
Drosanthemum boerhavii är en isörtsväxtart som först beskrevs av Christian Friedrich Frederik Ecklon och Zeyh., och fick sitt nu gällande namn av H.E.K.Hartmann. Drosanthemum boerhavii ingår i släktet Drosanthemum och familjen isörtsväxter. Inga underarter finns listade i Catalogue of Life.